# Indywidualne mistrzostwa Polski w zapasach
Mistrzostwa Polski w zapasach – ich historia sięga 1913 roku, gdy w Krakowie odbyły się mistrzostwa Galicji. Pierwsze oficjalne mistrzostwa Polski zorganizowano jednak dopiero w roku 1924, wtedy też reprezentanci kraju zadebiutowali na igrzyskach olimpijskich. Kobiety przystąpiły do rywalizacji oficjalnie w 1993 roku.
Organizatorem zawodów jest PZZ, który powstał w 1957 roku w wyniku przekształcenia Polskiego Związku Zapaśniczego funkcjonującego w Polsce od 1925 roku. Od 1926 roku Polska jest w szeregach FILA. PZZ organizuje mistrzostwa Polski w stylu klasycznym, wolnym oraz kobiet dla weteranów, seniorów, juniorów, kadetów i młodzików. Zawody są rozgrywane jako drużynowe i indywidualne w poszczególnych kategoriach wagowych.

## Mistrzostwa Polski seniorów
| Rok       | Styl klasyczny              | Styl wolny           | Kobiety             |
| --------- | --------------------------- | -------------------- | ------------------- |
| 1924      | Warszawa                    | nie rozgrywano       | nie rozgrywano      |
| 1925      | Katowice                    | nie rozgrywano       | nie rozgrywano      |
| 1926      | Katowice                    | nie rozgrywano       | nie rozgrywano      |
| 1927      | Lwów                        | nie rozgrywano       | nie rozgrywano      |
| 1928      | Poznań                      | nie rozgrywano       | nie rozgrywano      |
| 1929      | Łódź                        | Łódź                 | nie rozgrywano      |
| 1930      | Kraków                      | Warszawa             | nie rozgrywano      |
| 1931      | Warszawa                    | nie rozgrywano       | nie rozgrywano      |
| 1932      | Katowice                    | nie rozgrywano       | nie rozgrywano      |
| 1933      | Poznań                      | Poznań               | nie rozgrywano      |
| 1934      | Łódź                        | ?                    | nie rozgrywano      |
| 1935      | Katowice                    | ?                    | nie rozgrywano      |
| 1936      | Kraków                      | Kraków               | nie rozgrywano      |
| 1937      | Warszawa/Katowice/Bydgoszcz | Kozienice            | nie rozgrywano      |
| 1938      | Katowice                    | Łódź                 | nie rozgrywano      |
| 1939      | Kraków                      | nie rozgrywano       | nie rozgrywano      |
| 1940-1945 | nie rozgrywano              | nie rozgrywano       | nie rozgrywano      |
| 1946      | Łódź                        | nie rozgrywano       | nie rozgrywano      |
| 1947      | Radom                       | nie rozgrywano       | nie rozgrywano      |
| 1948      | Kraków                      | nie rozgrywano       | nie rozgrywano      |
| 1949      | Katowice                    | nie rozgrywano       | nie rozgrywano      |
| 1950      | Toruń                       | nie rozgrywano       | nie rozgrywano      |
| 1951      | Piotrowice                  | nie rozgrywano       | nie rozgrywano      |
| 1952      | Szczecin                    | nie rozgrywano       | nie rozgrywano      |
| 1953      | Wrocław                     | Łódź                 | nie rozgrywano      |
| 1954      | Warszawa                    | Warszawa             | nie rozgrywano      |
| 1955      | Kraków                      | Poznań               | nie rozgrywano      |
| 1956      | Poznań                      | Warszawa             | nie rozgrywano      |
| 1957      | Szczecin                    | Katowice             | nie rozgrywano      |
| 1958      | Piotrowice                  | Gdańsk               | nie rozgrywano      |
| 1959      | Wrocław                     | Wrocław              | nie rozgrywano      |
| 1960      | Warszawa                    | Poznań               | nie rozgrywano      |
| 1961      | Warszawa                    | Piotrków Trybunalski | nie rozgrywano      |
| 1962      | Poznań                      | Warszawa             | nie rozgrywano      |
| 1963      | Katowice                    | Łódź                 | nie rozgrywano      |
| 1964      | Piotrków Trybunalski        | Kalisz               | nie rozgrywano      |
| 1965      | Wrocław                     | Chełmża              | nie rozgrywano      |
| 1966      | Kraków                      | Katowice             | nie rozgrywano      |
| 1967      | Jelenia Góra                | Piotrków Trybunalski | nie rozgrywano      |
| 1968      | Siemianowice Śląskie        | Lublin               | nie rozgrywano      |
| 1969      | Elbląg                      | Poznań               | nie rozgrywano      |
| 1970      | Katowice                    | Łódź                 | nie rozgrywano      |
| 1971      | Rzeszów                     | Poznań               | nie rozgrywano      |
| 1972      | Wałbrzych                   | Rzeszów              | nie rozgrywano      |
| 1973      | Włocławek                   | Poznań               | nie rozgrywano      |
| 1974      | Wrocław                     | Rzeszów              | nie rozgrywano      |
| 1975      | Dębica                      | Łódź                 | nie rozgrywano      |
| 1976      | Zamość                      | Rzeszów              | nie rozgrywano      |
| 1977      | Racibórz                    | Poznań               | nie rozgrywano      |
| 1978      | Dębica                      | Katowice             | nie rozgrywano      |
| 1979      | Katowice                    | Rzeszów              | nie rozgrywano      |
| 1980      | Dębica                      | Łódź                 | nie rozgrywano      |
| 1981      | Racibórz                    | Poznań               | nie rozgrywano      |
| 1982      | Warszawa                    | Wrocław              | nie rozgrywano      |
| 1983      | Piotrków Trybunalski        | Warszawa             | nie rozgrywano      |
| 1984      | Zabrze                      | Zabrze               | nie rozgrywano      |
| 1985      | Wałbrzych                   | Koszalin             | nie rozgrywano      |
| 1986      | Racibórz                    | Zabrze               | nie rozgrywano      |
| 1987      | Wrocław                     | Poznań               | nie rozgrywano      |
| 1988      | Piotrków Trybunalski        | Rzeszów              | nie rozgrywano      |
| 1989      | Katowice                    | Warszawa             | nie rozgrywano      |
| 1990      | Wałbrzych                   | Poznań               | nie rozgrywano      |
| 1991      | Piotrków Trybunalski        | Kraśnik              | nie rozgrywano      |
| 1992      | Racibórz                    | Ruda Śląska          | nie rozgrywano      |
| 1993      | Wrocław                     | Wola                 | Wałbrzych           |
| 1994      | Racibórz                    | Płońsk               | Wałbrzych           |
| 1995      | Wałbrzych                   | Ruda Śląska          | Gorzów Wielkopolski |
| 1996      | Piotrków Trybunalski        | Łódź                 | Bielawa             |
| 1997      | Racibórz                    | Dąbrowa Górnicza     | Kielce              |
| 1998      | Wrocław                     | Kraśnik              | Lublin              |
| 1999      | Kuźnia Raciborska           | Białogard            | Borkowice           |
| 2000      | Warszawa                    | Łęczna               | Łęczna              |
| 2001      | Pabianice                   | Białogard            | Białogard           |
| 2002      | Kartuzy                     | Bieruń               | Gorlice             |
| 2003      | Warszawa                    | Krapkowice           | Żary                |
| 2004      | Chełm                       | Brzeg Dolny          | Zgierz              |
| 2005      | Tomaszów Mazowiecki         | Łódź                 | Łódź                |
| 2006      | Katowice                    | Poznań               | Żary                |
| 2007      | Janów Lubelski              | Brzeg Dolny          | Zgierz              |
| 2008      | Wrocław                     | Kraśnik              | Brójce–Trzciel      |
| 2009      | Dębica                      | Komorniki            | Siedlce             |
| 2010      | Żary                        | Krotoszyn            | Brójce              |
| 2011      | Piotrków Trybunalski        | Komorniki            | Janów Lubelski      |
| 2012      | Radom                       | Osielsko             | Żary                |
| 2013      | Kostrzyn nad Odrą           | Poznań               | Środa Wielkopolska  |
| 2014      | Solec Kujawski              | Solec Kujawski       | Solec Kujawski      |
| 2015      | Zgierz                      | Zgierz               | Zgierz              |
| 2016      | Zgierz                      | Zgierz               | Zgierz              |
| 2017      | Racibórz                    | Białogard            | Białogard           |
| 2018      | Radom                       | Teresin              | Koronowo            |
| 2019      | Kartuzy                     | Bydgoszcz            | Bydgoszcz           |
| 2020      | Radom                       | Krotoszyn            | Dzierżoniów         |
| 2021      | Kostrzyn nad Odrą           | Rzeszów              | Rzeszów             |
| 2022      | Radom                       | Bydgoszcz            | Bydgoszcz           |
| 2023      | Racibórz                    | Krotoszyn            | Sieradz             |
| 2024      | Chełm                       | Białogard            | Chełm               |